# Tell Barri
Tell Barri, staroveški Kahat, je tell in arheološko najdišče v guvernatu  Al-Hasakah  v severovzhodni Siriji. Njegovo staro ime Kahat je dokazano v napisu na hišnem pragu, odkritem na jugozahodnem pobočju griča.Tell Barri stoji ob Vadi Jaghjaghu, pritoku reke Habur.

## Zgodovina
Najstarejše arheološke plasti na Tell Barriju segajo v halafsko obdobje. Halaf je bil v Rodovitnem polmesecu in izkoriščal tako zimska deževja kot vodo iz reke, kar je omogočilo razvoj kmetijstva na tem območju. Tell Barri je bil naseljen od 4. tisočletja pr. n. št. Sredi 3. tisočletja pr. n. št. je prišel pod akadski kulturni vpliv. V njegovi bližini je bilo veliko urbano središče na Tell Brak.

### Starodavno mesto Kahat
V 18. stoletju pr. n. št. je mesto Kahat potrjeno v arhivih kraljeve palače v Mariju. Zdi se, da so Kahatu vladali pol samostojni kralji. Mesto je takrat prešlo pod oblast Starega asirskega cesarstva, katerega glavno mesto Šubat-Enlil (Tell Lejlan) je stalo severovzhodno od Kahata. Ko je cesarstvo  propadlo,  je harem njegovega kralja Šamši-Adada I. poiskal zatočišče v Kahatu. Ko je bilo v 15. stoletju pr. n. št. v regiji ustanovljeno huritsko Mitansko kraljestvo,  je Kahat postal versko središče. V Šattivazovi pogodbi iz 14. stoletja pr. n. št. je posebej omenjen tempelj boga nevihte Tešuba. Mesto je kmalu zatem prišlo pod oblast Srednjega asirskega cesarstva. V obdobju Novega asirskega cesarstva je asirski kralj Tukulti-Ninurta II. (vladal 891–884 pr. n. št.) v Kahatu zgradil palačo. Mesto je preživelo konec asirskega imperija in bilo v 7. stoletju pr. n. št. našim štetjem del Ahemenidske Asirije. V mestu so svoje sledi zapustili Babilonci, Perzijci, Selevkidi, Rimljani in Parti. Mesto je bilo naseljeno še v arabskem obdobju.

## Arheologija
Grič je visok 32 metrov in ima ob vznožju površino 37 hektarjev.
Izkopavanja so se začela leta 1980. Vodila sta jih italijanska arheologa  Paolo Emilio Pecorella in Mirjo Salvini z Univerze v Firencah. Od leta 2006 najdišče raziskuje skupina arheologov z neapeljske Univerze Friderika II. pod vodstvom Raffaelle Pierobon-Benoit.
V 2. tisočletju pr. n. št. je bilo zgrajeno  mestno  obzidje z akropolo v njegovem središču. V mestu so odkrili tudi grobnice in veliko keramike, ki je arheologom pomagala določiti različne naselitvene plasti gomile. Najdbe s Tell Barrija, vključno s klinopisnimi tablicami, so bile prenešene v Narodni muzej Alepa. Na številnih mestih so našli tudi redke sledi rimske naselitve. Nedavno so na severnem pobočju gomile odkrili ostanke zgradb iz islamskega obdobja.